# Monument aux morts de Banyuls-sur-Mer
Le monument aux morts de Banyuls-sur-Mer est un monument aux morts créé par le sculpteur français Aristide Maillol situé à Banyuls-sur-Mer (Pyrénées-Orientales).
Il s'agit d'une sculpture en pierre en trois parties. À l'origine placé sur un promontoire face à la mer (l'Illa Grossa), le monument est déplacé en 1989 pour le protéger des intempéries et remplacé par une copie en bronze.
Choqué par la Première Guerre mondiale, Aristide Maillol a réalisé gratuitement quatre monuments aux morts dans son département de naissance : à Céret (1922),  Banyuls-sur-Mer (1933), Elne (1921) et Port-Vendres (1923).

## Localisation
Banyuls-sur-Mer est une commune du Sud de la France, dans le département de tradition catalane des Pyrénées-Orientales. Elle fait partie de la côte Vermeille, réputée pour la beauté de ses paysages où les Pyrénées dominent la mer Méditerranée. 
La plage, le port et le centre-ville de Banyuls-sur-Mer s'enroulent autour de la baie de Banyuls, comprise entre le Cap d'Ona (nom catalan parfois francisé en cap d'Osne), au nord-ouest, et l'Illa Grossa (ou île Grosse), située à l'est de la baie,.
L'Illa Grossa est un promontoire rocheux, ancienne île  reliée au continent par une digue et accessible par un chemin piétonnier passant devant le laboratoire Arago. De ce lieu une vue panoramique s'étend sur la baie de la ville d'une part, et d'autre part sur la côte rocheuse sauvage où débute la réserve naturelle nationale de Cerbère-Banyuls. C'est là que Maillol a décidé d'installer son monument.

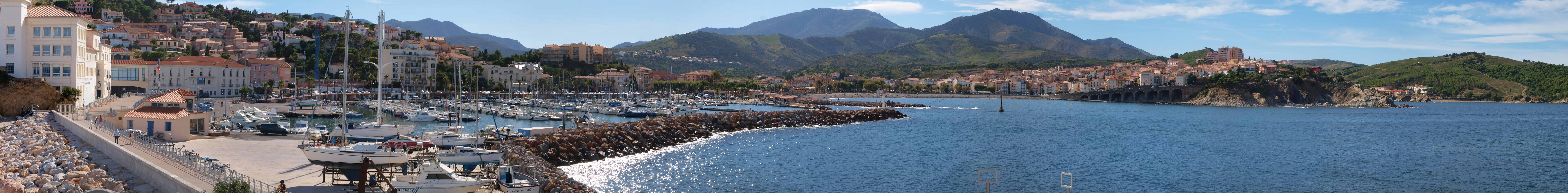
La baie de Banyuls vue depuis lIlla Grossa.

Depuis 1989, la sculpture en pierre est située place Dina-Vierny, une esplanade située en centre-ville, à quelques décamètres de la plage mais protégée des intempéries venues de la mer par les bâtiments de la mairie et de la poste.

## Description

### Sculptures
Le monument prend la forme d'un mur sculpté en marbre gris de La Palme (Aude) mesurant 560 cm de large pour 190 cm de haut et 100 cm de profondeur,. La façade sculptée est composée d'une partie centrale encadrée par deux avancées, moins larges, toutes de forme rectangulaire. 
Au centre, en haut-relief, se trouve le Guerrier mourant : un soldat nu, casqué, allongé. Il repose sur son coude droit et tient dans sa main droite un glaive. Sa main gauche repose sur ses genoux repliés,.
Les figures latérales sont des femmes vêtues à la façon traditionnelle catalane sculptées en bas-relief. À gauche, l’Épouse et la mère, ou La Consolation : une femme assise éplorée est consolée par une autre plus âgée, qui est debout. À droite, trois femmes s'avancent vers le guerrier en tenant dans leurs mains des couronnes de laurier, (Les jeunes Filles, ou Le Deuil).

### Inscriptions
Devant la copie en bronze de l'Illa Grossa se trouve une plaque mentionnant : 

« Monument aux Morts

Oeuvre

d'ARISTIDE MAILLOL

1861 - 1944 »

Cette version du monument de porte pas de noms de morts.

La figure centrale du monument situé en ville est encadrée de deux plaques gravées chacune du titre : 

« A NOS MORTS 
1939 - 1945 »

En dessous de ces mentions communes, les deux plaques donnent une liste de douze noms. Sous la liste de la plaque de gauche est tiré un trait, suivi de trois noms avec, en sous-titre, AFN. Les figures latérales forment une avancée, ce qui permet des inscriptions sur les rebords intérieurs. À gauche sont écrits « A NOS MORTS » et une liste de noms, sur celle de droite « 1914 - 1918 » et une autre liste.
La liste des morts de 1914-18  est également gravée, avec ceux de 16 autres morts « oubliés » lors de l'érection du monument, sur une plaque située dans le cimetière communal.

## Historique
La ville de Banyuls a la particularité d'abriter un monument aux morts dès août 1894. Inauguré, selon la presse, « en présence de plus de dix mille personnes venues de Perpignan et de tous les villages du département », il commémore les morts de la bataille du col de Banyuls de 1793 et plus généralement l'armée des Pyrénées orientales de la guerre du Roussillon. Il s'agit d'une colonne quadrangulaire en pierre de taille placée sur un socle, située devant la mairie, face à la mer. Elle porte en son sommet le portrait d'André Rocaries, maire de la commune en 1793-94, coiffé d'une barretina (coiffe catalane semblable au bonnet phrygien) et est décorée de feuilles de laurier et de palmes. Sur une face est écrit : « Aux habitants de Banyuls-sur-Mer qui ont combattu pour la patrie sous la conduite de leur maire 1793-1794 ».

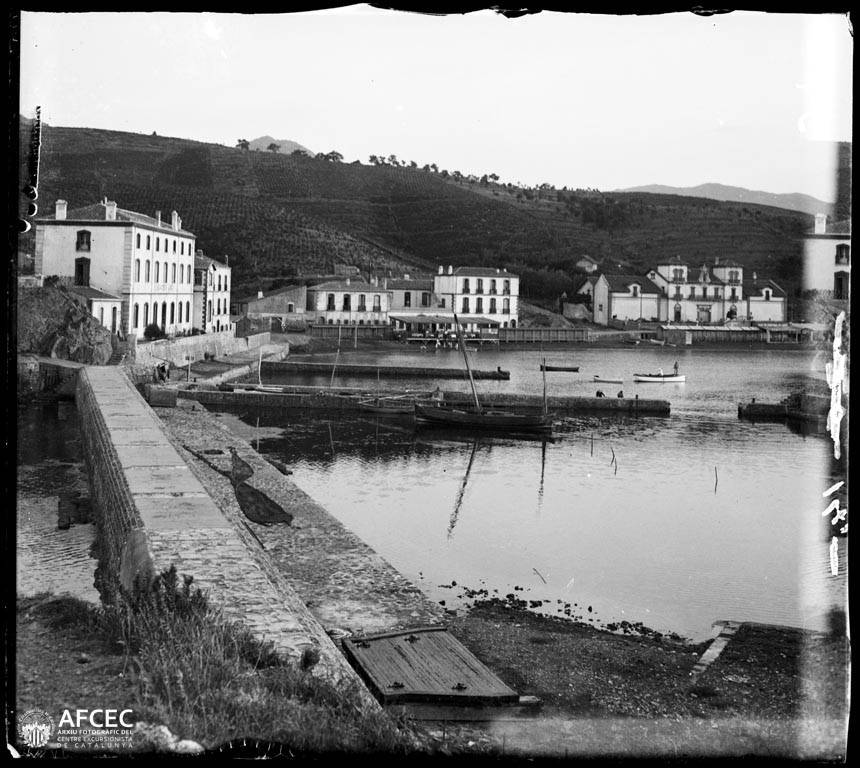
Port de Banyuls vu depuis l'Illa Grossa vers 1900.
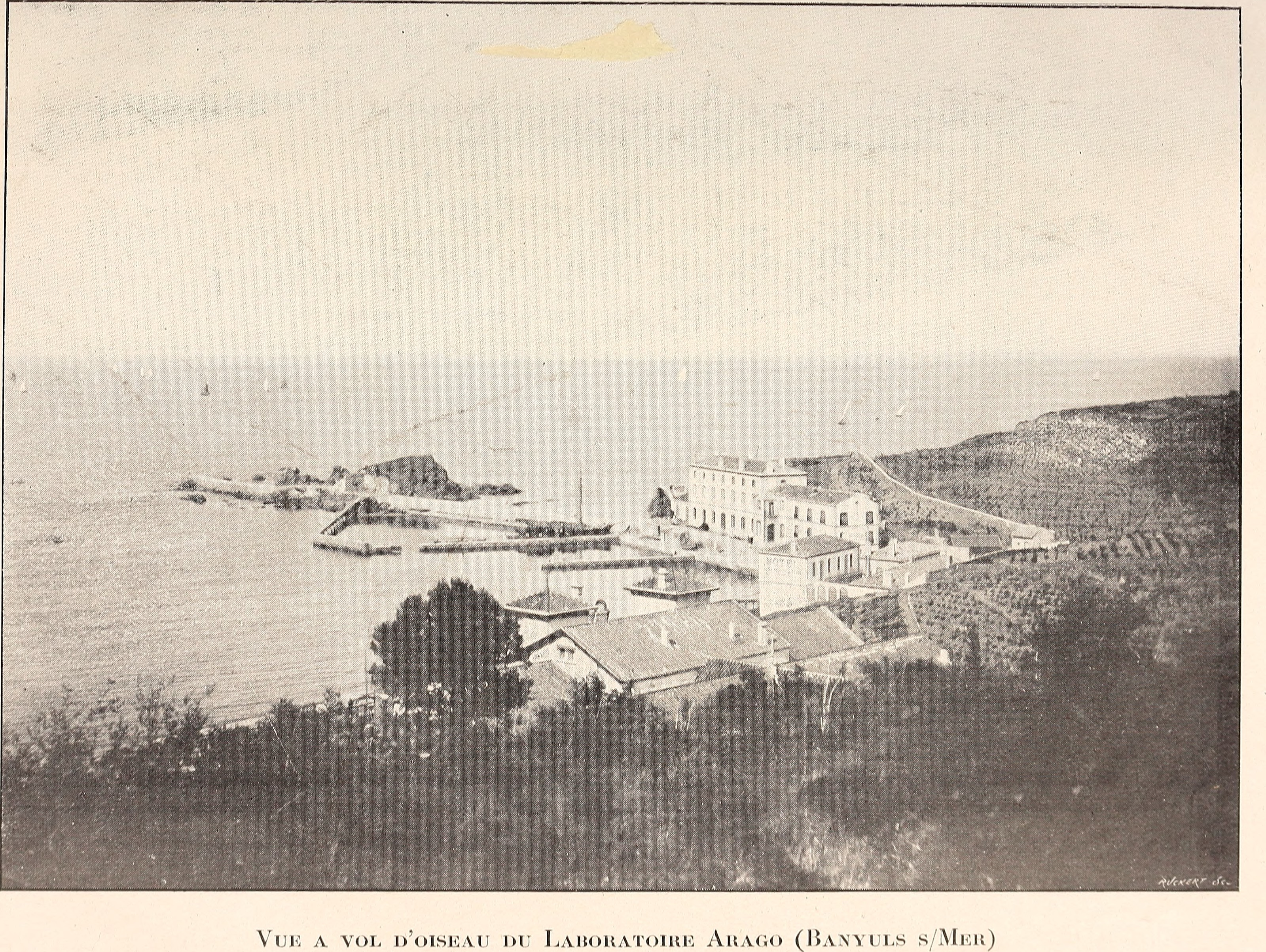
Laboratoire Arago et Illa Grossa en 1902.

Aristide Maillol naît à Banyuls en 1861 et grandit dans sa ville natale. À vingt ans, il part pour Paris étudier les beaux-arts. Au début, il se consacre, sans grand succès commercial, à la peinture puis à la tapisserie, à laquelle il doit renoncer en raison de problèmes de vue. Il se tourne alors, vers 1895, vers la sculpture. Alors que cet art est dominé par la virtuosité et l'académisme pompeux, Maillol se tourne vers la simplicité. 
Au début de la première Guerre mondiale, Maillol est reconnu comme sculpteur de premier plan. Ces œuvres sont achetées par des collectionneurs internationaux. En particulier le comte allemand Harry Kessler qui lui envoie en 1914 un télégramme. Maillol est alors victime d'une campagne de presse l'accusant d'être un traître pro-allemand. Lucien, son fils, est mobilisé. Maillol est profondément choqué par cette guerre, très inquiet, et ne crée plus jusqu'au retour de son fils. En 1917, Auguste Rodin meurt. Maillol est considéré comme le plus grand sculpteur français. Son retour au travail se fait avec un monument à Cézanne commandé quelques années plus tôt.
Après l'armistice, de très nombreuses commandes des sculptures pour des monuments aux morts sont faites dans toute la France. Quelques-uns sont pacifistes, beaucoup sont plus martiaux, la plupart sont emphatiques. Maillol choisit encore la simplicité. Il reprend des thèmes sur lesquels il a déjà travaillé, comme le monument à Cézanne pour celui de Port-Vendres.
Maillol a, dès 1921, un projet de monument aux morts qu'il décrit à Horace Chauvet comme « une simple stèle supportant un soldat tombé au champ d'honneur » destiné à Tautavel, qui lui avait demandé une œuvre. Plus tard cette commune refuse ce projet, lui préférant une sculpture de Gustave Violet,.
Le 6 février 1922, un comité présidé par Ernest Sagols, maire de la commune se réunit pour décider de l'érection d'un « Monument aux Enfants de Banyuls morts pour la France ». Le choix du sculpteur s'impose rapidement, Aristide Maillol étant à la fois natif de la commune et un sculpteur à la réputation internationale, très attaché à sa région et choqué par la première Guerre mondiale. Il a déjà inauguré gratuitement un monument aux morts à Elne (1921), se prépare à faire de même à Céret (1922) et Port-Vendres (1923).
Le comte allemand Harry Kessler, principal mécène de Maillol, lui rend visite à Marly-le-Roi le 13 août 1922 et note dans son journal qu'il est « fort vieilli, gris et pour ainsi dire ratatiné ». Les deux hommes ne se sont pas vus depuis avant-guerre. Kessler remarque le même jour que « il a créé peu de choses pendant ces huit années, mais tout de même deux œuvres d’une beauté accomplie : le torse d’une jeune femme qui marche et un projet de monument aux morts, un soldat affaissé, nu sous un casque d’acier. À part ça, seulement trois autres monuments aux morts pour de petites villes de son département natal, qu’il a livrés gratuitement et pour lesquels il a utilisé des figures de femmes créées autrefois et qu’il n’a fait que draper ». En 1927, Maillol offre à Kessler un bronze du Guerrier mourant qu'il a réalisé en 1925. 
En 1930, Joseph-Sébastien Pons dit, en parlant de la figure du guerrier, que « elle n'a pas encore trouvé son emplacement, à moins qu'il ne la réserve à sa commune ».
Le 28 août 1832, après avoir revu Maillol à Paris, Kessler note dans son journal : « Il est très heureux aussi du monument aux morts qu’il réalise sur l’île qui fait face à Banyuls, une construction basse, semblable à un tombeau, à la pointe de l’île rocheuse, en pierre bleu-gris, avec trois reliefs, au centre la sculpture du guerrier mort que je possède en petit, qui sera ici grandeur nature et taillée dans la pierre. ».
Le monument est réalisé par un tailleur de pierre qui suit un modèle en plâtre de Maillol. Il est achevé en 1932 inauguré en juillet 1933 sur l'Illa Grossa, emplacement surplombant la mer choisi par Maillol. Il aura coûté 52 000 francs en matériaux et frais de construction, Maillol travaillant gratuitement.
Durant l'Occupation, les Allemands recouvrent le monument d'une toile goudronnée. Le soleil faisant fondre le goudron, la pierre est tachée. Maillol, bien qu'âgé, vient quand il le peut réparer ces dommages. En septembre 1944, l'œuvre est restaurée,. Maillol meurt le même mois dans un accident de la route. Il ne réalisera pas d'autres monuments aux morts en dehors de son département.
En 1989, Dina Vierny, avec la participation de la commune, finance la restauration du monument et son déplacement pour le protéger des intempéries,. Il est remplacé par un moulage en bronze.

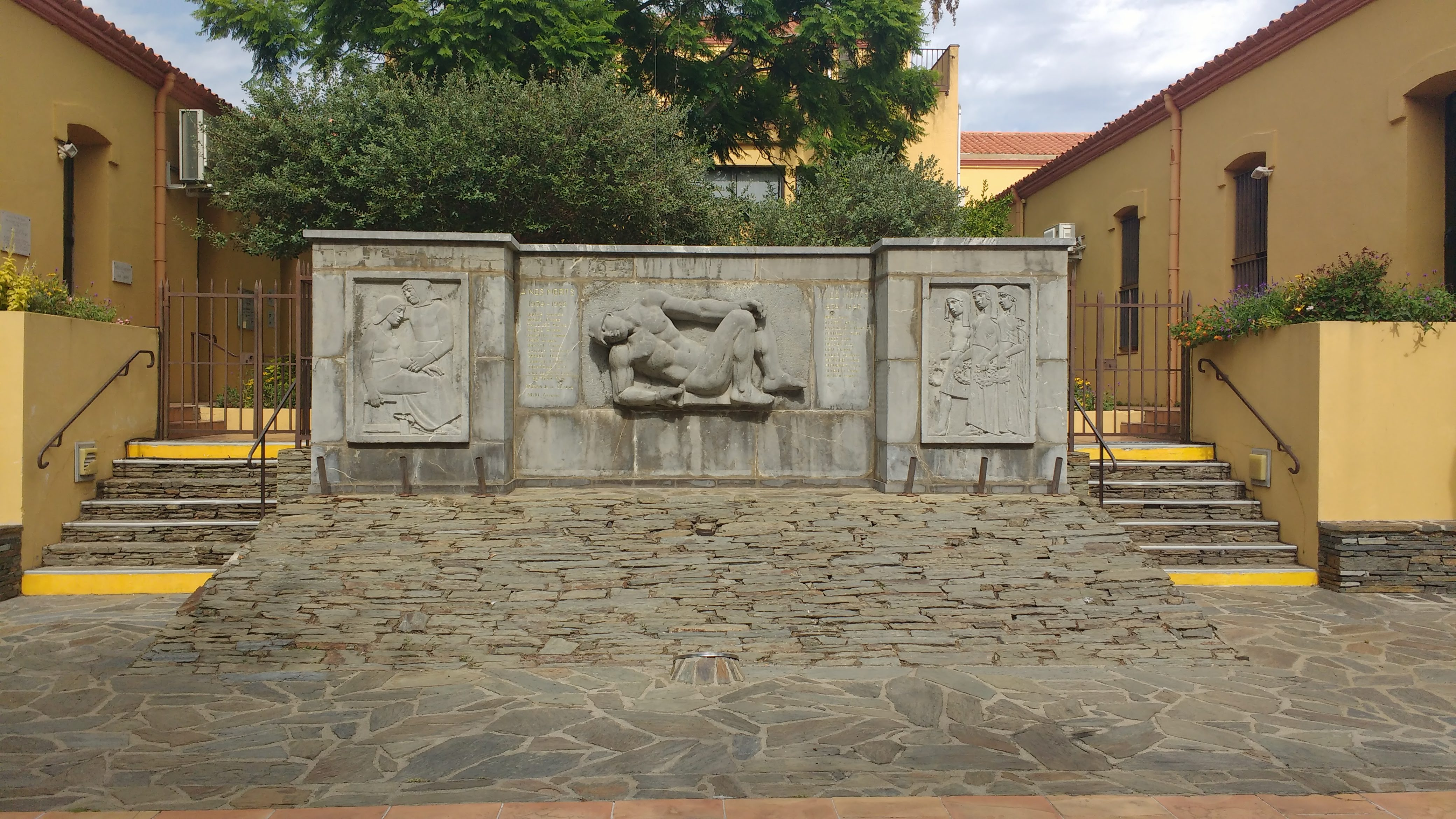
Original en pierre en ville.
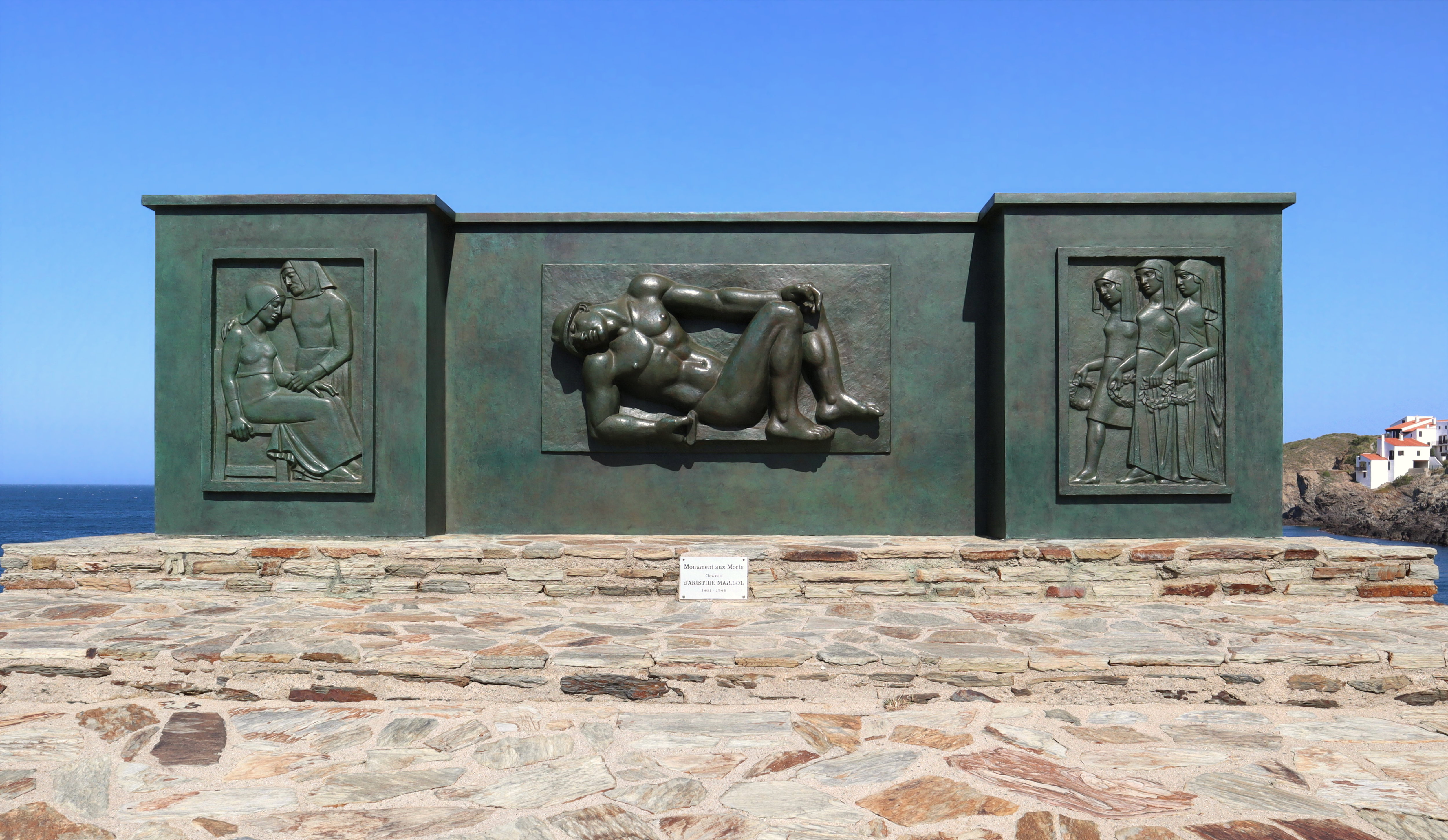
Le moulage en bronze.

Il apparait que tous les morts pour la France de Banyuls-sur-Mer ne sont pas cités sur le monument. Une association locale du Souvenir français retrouve seize d'entre-eux. Une plaque commémorative portant les noms des 108 morts — ceux du monument et les « oubliés » — est inaugurée dans le cimetière communal le 11 novembre 2016.
Le 18 octobre 2018, le monument aux morts original en pierre est inscrit monument historique.

## Analyse
Pour Maillol, cette œuvre est « une composition d'architecture plutôt que de sculpture ». « Il faut regarder le monument avec la mer, n'est-ce pas, avec la ligne d'horizon. Je l'ai fait pour ça ».
La sculpture centrale est exceptionnelle dans l'œuvre de Maillol par le thème du nu masculin, inhabituel pour cet artiste spécialiste du corps féminin. Outre ce Guerrier mourant, Maillol n'a sculpté que deux hommes nus : un Cycliste et un Athlète. Les trois autres monuments aux morts de Maillol sont des  adaptations d'autres thèmes ou œuvres et représentent chacun une femme drapée, respectivement allongée (Port-Vendres, monument à Cézanne), assise (Céret, série de femmes assises suivant La Méditerranée) et debout (Elne, Pomone). Le jeune homme évoque pour Maillol aussi bien son fils Lucien que les soldats tombés au front. Pour le poète roussillonnais et ami de Maillol Joseph-Sébastien Pons, en 1930 , ce soldat est l'œuvre dans laquelle Maillol « affirme le plus de grandeur », « c'est un guerrier à la tête renversée, qui repose sur son glaive, et qui va mourir dans l'éclat de sa puissance ».
Les panneaux latéraux aux figures féminines montrent chagrin des mères, filles, épouses, sœurs des guerriers morts au combat. Elles sont également uniques, dans l'œuvre de Maillol, par leur respect de l'iconographie traditionnelle de l'art funéraire. Maillol simplifie les formes afin d'exprimer les sentiments humains tout en retenue. Selon lui, « on peut exprimer la douleur par des traits immobiles, mais non par un visage crispé et des traits distendus ». Il considère que la simplicité apparente de l'œuvre, son omission de tout détail, tend à la rendre intemporelle, absolue. 
L'usure même de l'œuvre était prévue de Maillol, selon André Arbus et Henry Parayre qui le rencontrent et écrivent en 1931 « à soixante-dix ans, gardant encore une grande jeunesse, le vieillard laborieux nous parle maintenant de ses projets : ce monument aux morts de Banyuls, qu'il veut offrir à sa ville natale, il le voit en pleine mer; sur ce rocher, comme une île grecque et la lame usera le marbre en même temps que le roc. Triptyque, la partie médiane, un haut relief, représentera un jeune soldat mort, le glaive brisé ; de chaque côté, des bas-reliefs de pleureuses. ».

Les autres monuments aux morts de Maillol.
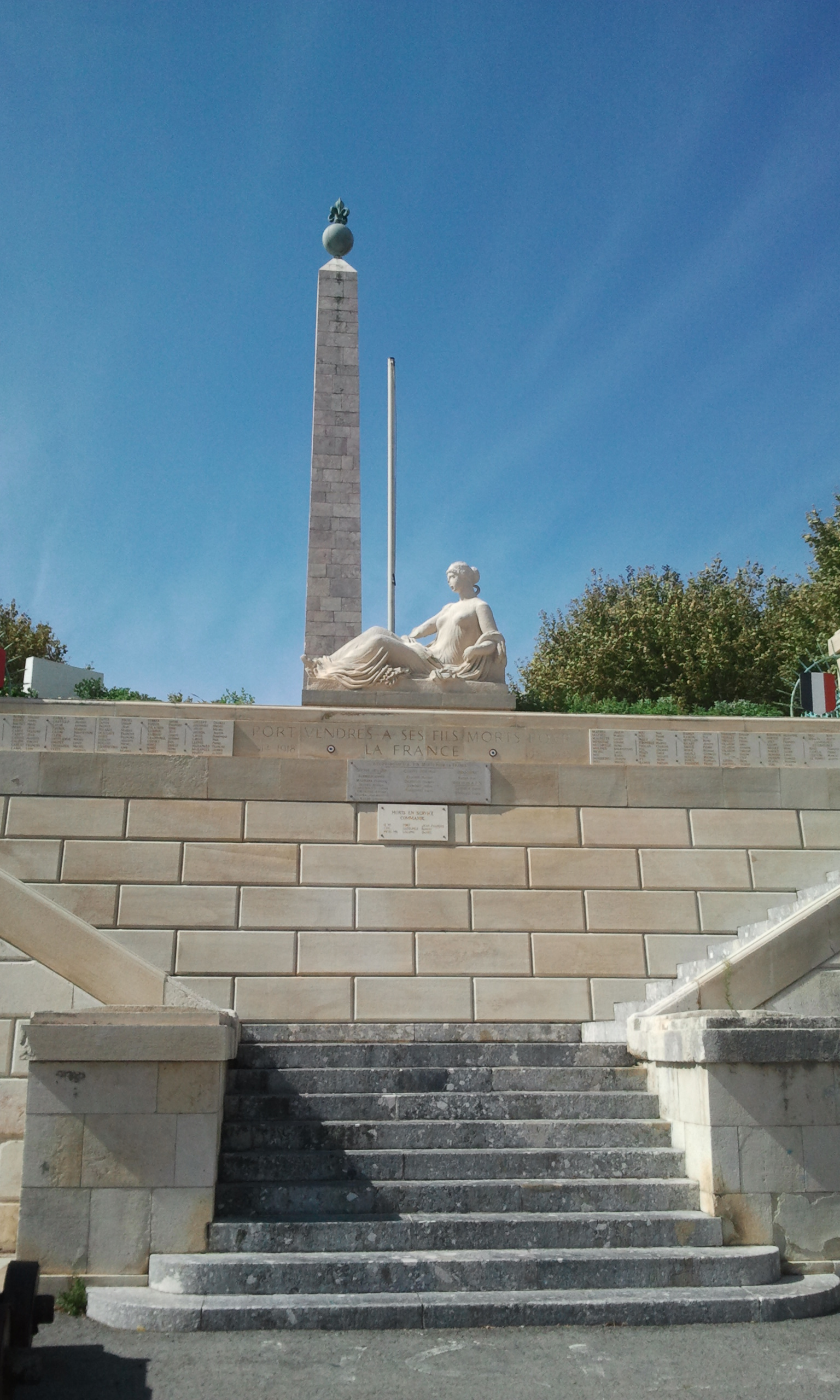
Port-Vendres.
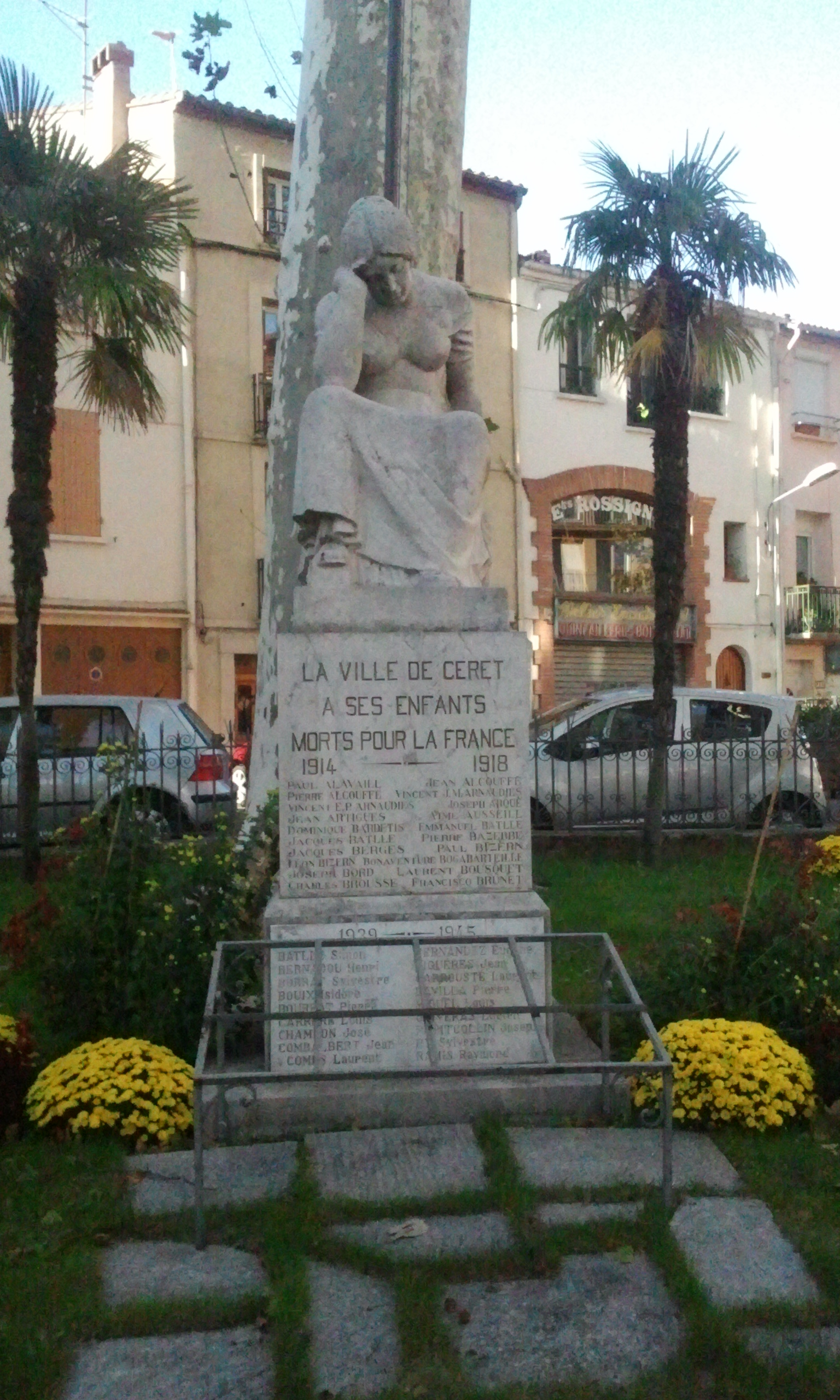
Céret.
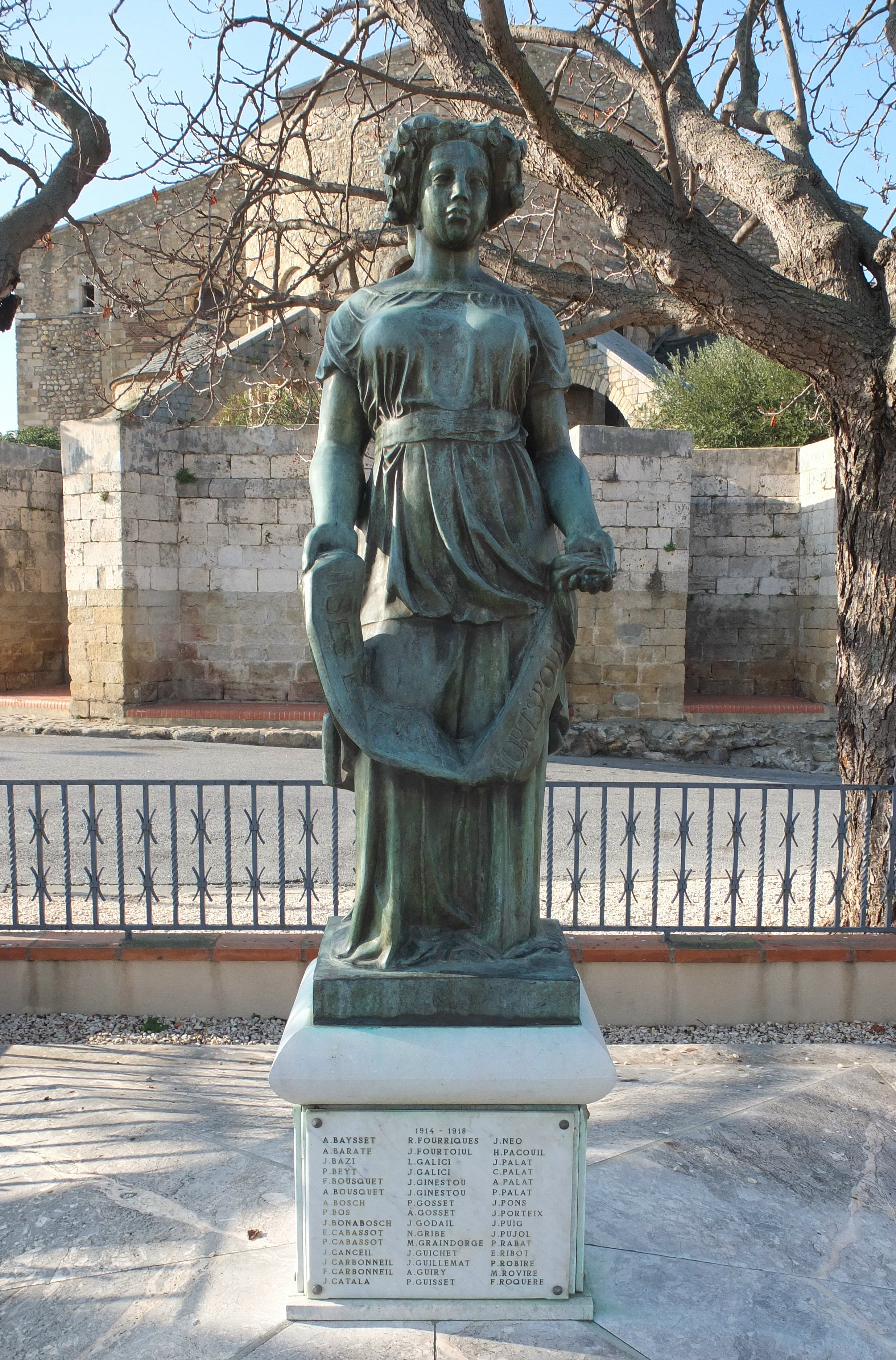
Elne.

Marie Dormoy pense que cette œuvre était peut-être la préférée de Maillol, qui lui confie « J'ai enfin réalisé une chose qui me plaît : sur un rocher, au milieu de la mer, une sculpture tout simplement. Trois choses : le ciel, la mer, une pierre sculptée. », même si l'artiste regrette d'avoir laissé à sa ville une œuvre triste, lui qui y aurait préféré exprimer de la joie. Pour Marie-Claude Valaison, cette préférence parmi les monuments aux morts ne fait aucun doute. Pour elle « rarement monument aux morts aura été un tel cri de souffrance ».